# Musca dasyops
Musca dasyops är en tvåvingeart som beskrevs av Stein 1913. Musca dasyops ingår i släktet Musca och familjen husflugor. Inga underarter finns listade i Catalogue of Life.